# Peleteria ruficornis
Peleteria ruficornis är en tvåvingeart som först beskrevs av Macquart 1835.  Peleteria ruficornis ingår i släktet Peleteria och familjen parasitflugor. Arten har ej påträffats i Sverige. Inga underarter finns listade i Catalogue of Life.